# Округ Фејет (Западна Вирџинија)
Округ Фејет (енгл. Fayette County) је округ у америчкој савезној држави Западна Вирџинија.

## Демографија
По попису из 2010. године број становника је 46.039, што је 1.54 (-3,2%) становника мање него 2000. године.
| Група             | 2000.          | 2010.          |
| Белци             | 43.874 (92,2%) | 42.763 (92,9%) |
| Афроамериканци    | 2.650 (5,6%)   | 2.122 (4,6%)   |
| Азијати           | 144 (0,3%)     | 91 (0,2%)      |
| Хиспаноамериканци | 325 (0,7%)     | 402 (0,9%)     |
| Укупно            | 47.579         | 46.039         |